# 7,65 × 17 мм
7.65   mm Browning (.32 ACP или .32 Auto) – пистолетен патрон с цилиндрична гилза с жлеб и малък фланец. По време на дългото си съществуване има много имена, ето основните:
- 7.65   mm Browning и 7.65 Browning – официалното наименование по C.I.P.;(The Commission internationale permanente pour l'épreuve des armes à feu portatives („Permanent International Commission for the Proof of Small Arms“ – commonly abbreviated as C.I.P.))
- .32 Автоматичен пистолет;
- .32 Auto е официалното име по SAAMI (Sporting Arms and Ammunition Manufacturers' Institute, Auto за автоматично оръжие;
- .32 ACP – Automatic Colt Pistol;
- 7.65 / .32 ASP – Auto Selbstlade Pistole(нем.);
- 7,65 × 17SR; (R-rimmed, с фланец)
- DWM 479A – индекс на гилза според каталога на немската компания DWM;
- GR 619 – индекс на патрона според каталога на австро-унгарската компания Georg Roth;
- 7,65 мм Браунинг;
и други

## История
Патрона 7,65 мм Браунинг е разработен от Джон Моузес Браунинг през 1899 г. за самозаряден пистолет Browning M1900 и приет от белгийската армия. Той бързо става сред най-популярните поради успешния си дизайн и дълго време остава основният за полицейски и цивилни пистолети. В някои страни (Белгия, Германия, Италия, Чехословакия и т.н.) е бил използван за армейски оръжия.
Практически не се използва от държавните милитаризирани структури, но все още се използва като пистолетен патрон за гражданско оръжие.
|  | Тази страница частично или изцяло представлява превод на страницата „7,65 × 17 мм“ в Уикипедия на руски. Оригиналният текст, както и този превод, са защитени от Лиценза „Криейтив Комънс – Признание – Споделяне на споделеното“, а за съдържание, създадено преди юни 2009 година – от Лиценза за свободна документация на ГНУ. Прегледайте историята на редакциите на оригиналната страница, както и на преводната страница, за да видите списъка на съавторите. ВАЖНО: Този шаблон се отнася единствено до авторските права върху съдържанието на статията. Добавянето му не отменя изискването да се посочват конкретни източници на твърденията, които да бъдат благонадеждни. |